# توم كوبر (لاعب اتحاد الرغبي)
توم كوبر (بالإنجليزية: Tom Cooper)‏ هو لاعب اتحاد الرغبي بريطاني، ولد في 18 فبراير 1987 في أكسفورد في المملكة المتحدة.